# Assendelft
Assendelft je 8 km dlouhá vesnice v provincii Severní Holandsko, která se táhne od obce Krommenie až k Noordzeekanaal. Dříve byl Assendelft samostatnou obcí, v roce 1974 byla vytvořena obec Zaanstad. Assendelft má po městech Oostzaan a Westzaan nejdelší historii z oblasti Zaanstreek.
Osídlování v oblasti začalo kolem roku 500 n. l.
K 1. lednu 2009 měl Assendelft 18 545 obyvatel.

## Vodárenská věž
Postavení věže se datuje do roku 1885. Je to nejstarší vodárenská věž v provincii Severní Holandsko, ačkoliv svůj účel již nadále neplní a nalezneme zde kancelářské prostory v soukromém vlastnictví.

## Sport
Assendelft má dva fotbalové kluby SVA a VVA a dva kluby tenisové TVA a TC Overdan.